# 蘿薩·薩奇席恩

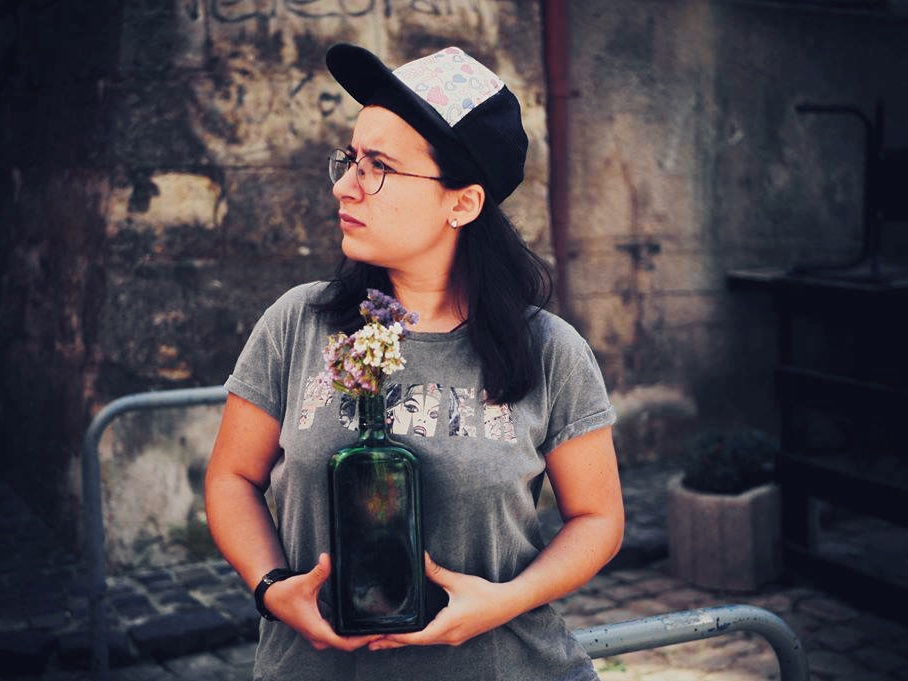
蘿薩·薩奇席恩，攝於2020年

蘿薩·弗拉基米罗芙娜·薩奇席恩（羅馬化：Roza Volodymyrivna Sarkisian；1987年1月20日—），烏克蘭演出家與劇作家，現為伊萬·弗蘭科國家劇院的戲劇導演。

## 生平
蘿薩·薩奇席恩於1987年出生於蘇聯阿塞拜疆苏维埃社会主义共和国納戈爾諾－卡拉巴赫自治州的首府斯捷潘納克特，1992年與雙親移居烏克蘭，2004年至2009年於哈爾科夫大學主修社會學，後入讀哈尔科夫国立艺术学院劇場指揮系，並於2012年畢業。她先後任職於北頓涅茨克公共劇院、俄羅斯青年劇院、莫斯科大廈劇院、烏德穆爾特俄羅斯劇院與華沙的哈爾科夫青年劇院等，後與Diana Khodyachykh共同創立演出後戲劇劇場的「DeFacto劇院」。2017年至2019年她在利維夫第一烏克蘭青年與兒童劇院擔任戲劇導演，2020年初開始於伊萬·弗蘭科國家劇院擔任導演
蘿薩·薩奇席恩2020年的作品「H-effect」結合了莎士比亞的《哈姆雷特》與德國劇作家海納·穆勒作品《哈姆雷特機》的腳本。COVID-19疫情期間她曾執導線上演出的作品；2021年執導由年輕演員與身心障礙演員演出的《羅密歐與茱麗葉》。
蘿薩·薩奇席恩曾公開指出烏克蘭戲劇界兩性待遇不平等的問題；她相當欣賞英國劇作家莎拉·肯恩的作品。

## 獲獎
2017年10月蘿薩·薩奇席恩以詮釋莎拉·肯恩劇作《4.48精神崩潰》獲烏克蘭青年戲劇導演競賽「Taking the Stage」獎項優勝；2019年獲頒該年度戲劇類的烏克蘭總統學者獎。

## 外部連結
- "Добрий ранок" Юрій Мисак, Роза Саркісян （页面存档备份，存于） (YouTube)
- Podcast: Taking the Stage — Роза Саркісян （页面存档备份，存于）